# 龙潭街道 (北京市)
39°53′08″N 116°26′12″E / 39.8855°N 116.4368°E
龙潭街道是北京市东城区东南部的一个街道。
面积3.06平方千米，人口5.16万人（2006年末）。
1953年设火神庙街道和板桥新里街道，1958年合并为龙潭街道。

## 社区
在经历多次调整后，龙潭街道目前下辖10个社区:
- 安化楼社区
- 夕照寺社区
- 板厂南里社区
- 华城社区
- 左安漪园社区
- 左安浦园社区
- 幸福社区
- 新家园社区
- 龙潭北里社区
- 光明社区